# إسماعيل أفيلا
إسماعيل أفيلا (بالإسبانية: Ismael Avila)‏ هو منافس ألعاب قوى مكسيكي، ولد في 22 سبتمبر 1949.

## وصلات خارجية
- إسماعيل أفيلا على موقع أوليمبيديا (الإنجليزية)